# Benedetto Cotrugli

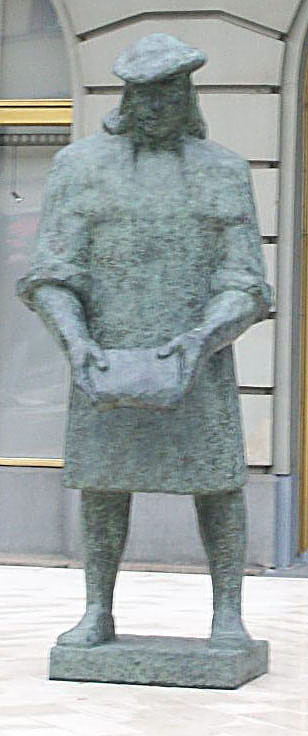
Kotruljević-Denkmal in Zagreb.

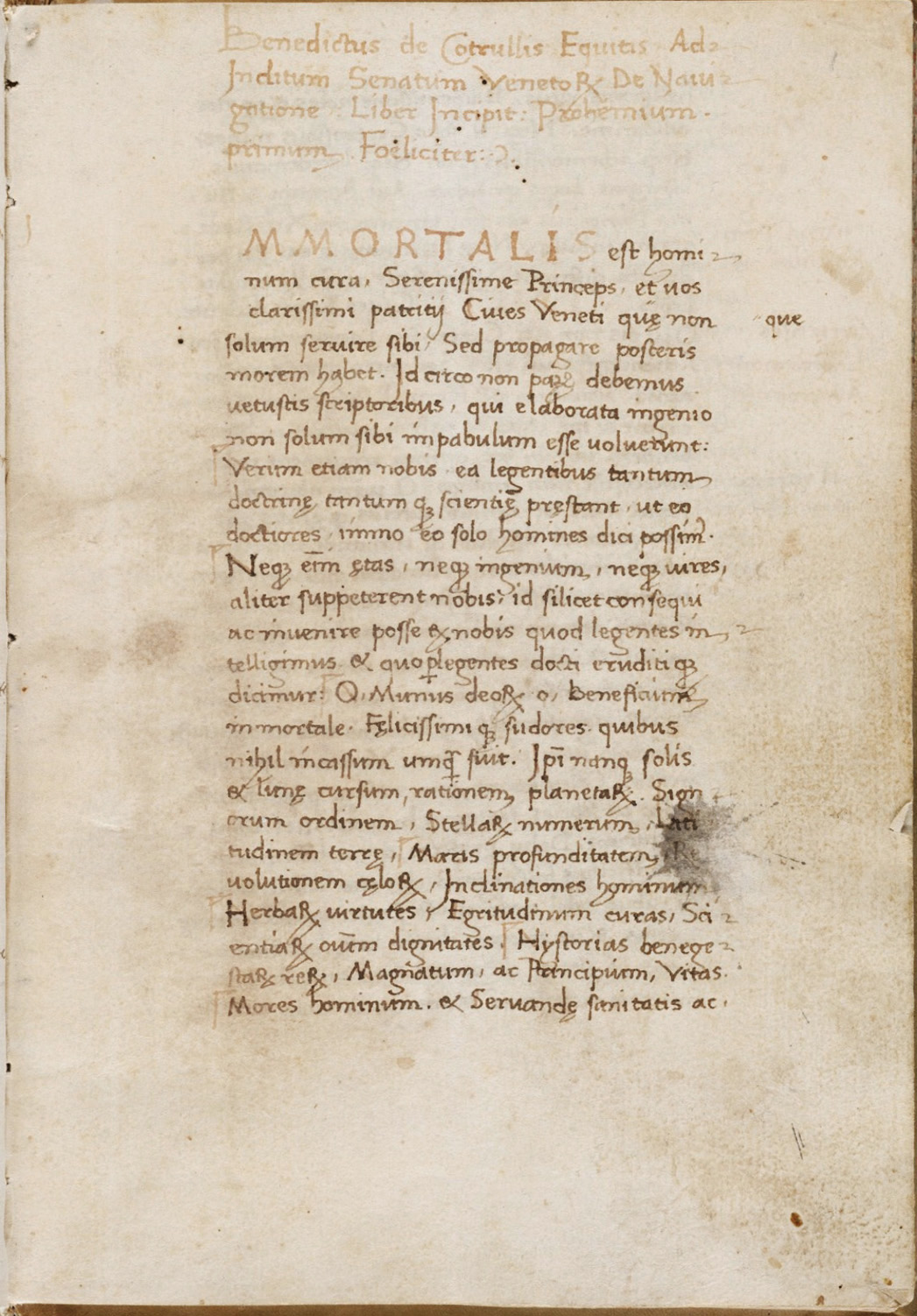
Segelhandbuch, 1464.

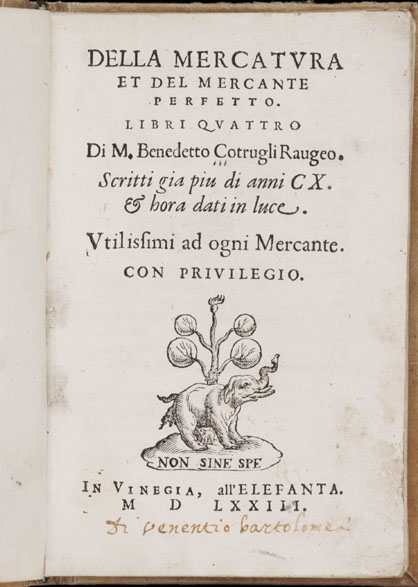
Erstausgabe von Della Mercatura 1573.

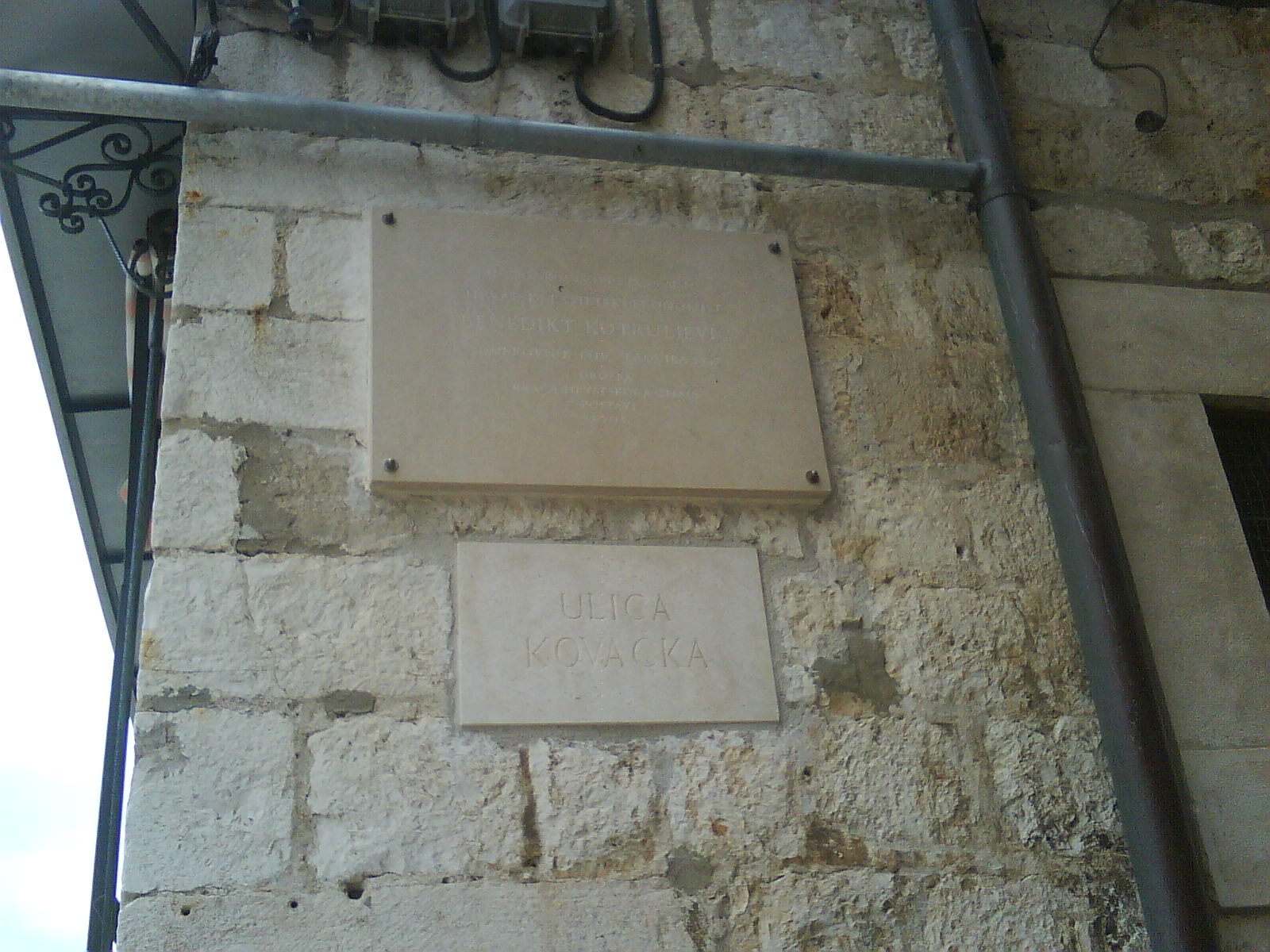
Gedenktafel am Geburtshaus in Dubrovnik

Benedetto Cotrugli ‚Raugeo‘ (latinisiert Benedictus de Cotrullis, kroatisch Benedikt Kotruljević) (* 1416 in Ragusa/Dubrovnik; † 1469 in L’Aquila) war ein aus Dubrovnik stammender, in Neapel tätiger Kaufmann in der Zeit der Renaissance. 

## Leben
Cotrugli stammte aus Ragusa, Kroatien, führte daher als Namenszusatz „Raugeo“. Er war der Sohn des Giacomo Cotrugli und der Nicoletta Illich. Sowohl sein Vater als auch sein Großvater Michele waren Händler. Der Großvater hatte Ende des 14. Jahrhunderts u. a. die Salinen in Apulien und die Münze von Neapel gepachtet.
Ab 1451 lebte  der Händler in Neapel, wo er bis 1458 auch sein vierbändiges Werk Della Mercatura et del Mercante perfetto verfasste, das als Vorläufer einer allgemeinen Handelslehre bekannt ist. Erst 1573 wurde es in Venedig gedruckt.
Auf der letzten Seite ist vermerkt: Finisce l’opera de mercatura, dettata per M. Benedetto di Cotrugli a Francesco de Steffani Deo gracias. (Das Werk über die Kaufmannskunst ist beendet, dem Francesco de Steffani diktiert von M. Benedetto Cotrugli, Dank sei Gott).  
Das vierbändige Werk enthält 50 Kapitel. Das erste Buch behandelt den Ursprung des Handelsgewerbes, die Persönlichkeit des Kaufmanns sowie Allgemeines, wie etwa im 13. Kapitel die doppelte Buchführung – die auch Luca Pacioli in seinem bereits 1494 gedruckten Buch Summa de arithmetica, geometria, proportioni e proportionalità behandelt, und dabei sogar vermerkt, Bekanntes weiterzugeben.
Im zweiten Buch schreibt Cotrugli über die Heilige Messe, Gebete, Almosen, Erlaubtes und Unerlaubtes; das dritte Buch behandelt die Klugheit des Kaufmanns, Verschwiegenheit, Höflichkeit, Bescheidenheit, Gelassenheit, …. 
Im  vierten Buch ist von der Häuslichkeit des Kaufmanns, seiner Sparsamkeit, der Kleidung und der Erziehung der Kinder die Rede.
Nicht zu unterschätzen ist jedoch Cotruglis Segelhandbuch für das Mittelmeer, De navigatione liber, ein Manuskript aus 1464, und damit das älteste bekannte einschlägige Werk.

## Ehrungen
Der kroatische Staat widmete Cotrugli (als vermeintlichem Erfinder der doppelten Buchführung) 2007 eine silberne 150-Kuna-Gedenkmünze. Benedetto Cotrugli ist Namensgeber der Cotrugli Business School mit Niederlassungen in Zagreb, Belgrad und Ljubljana.